# Џек Мекмилан
Џек Мекмилан (рођен 14. јануара 2000) је пливач из Белфаста, Северна Ирска, који се такмичио за Ирску у штафети 4 × 200 метара слободним стилом за мушкарце на Летњим олимпијским играма 2020.  и за Велику Британију на Летњим олимпијским играма 2024. . Пливао је у тркама штафете 4 × 200 метара слободно и награђен је златном медаљом када је британски тим победио у финалу.